# ソフィヤ・セルゲーエヴナ・トルベツカヤ

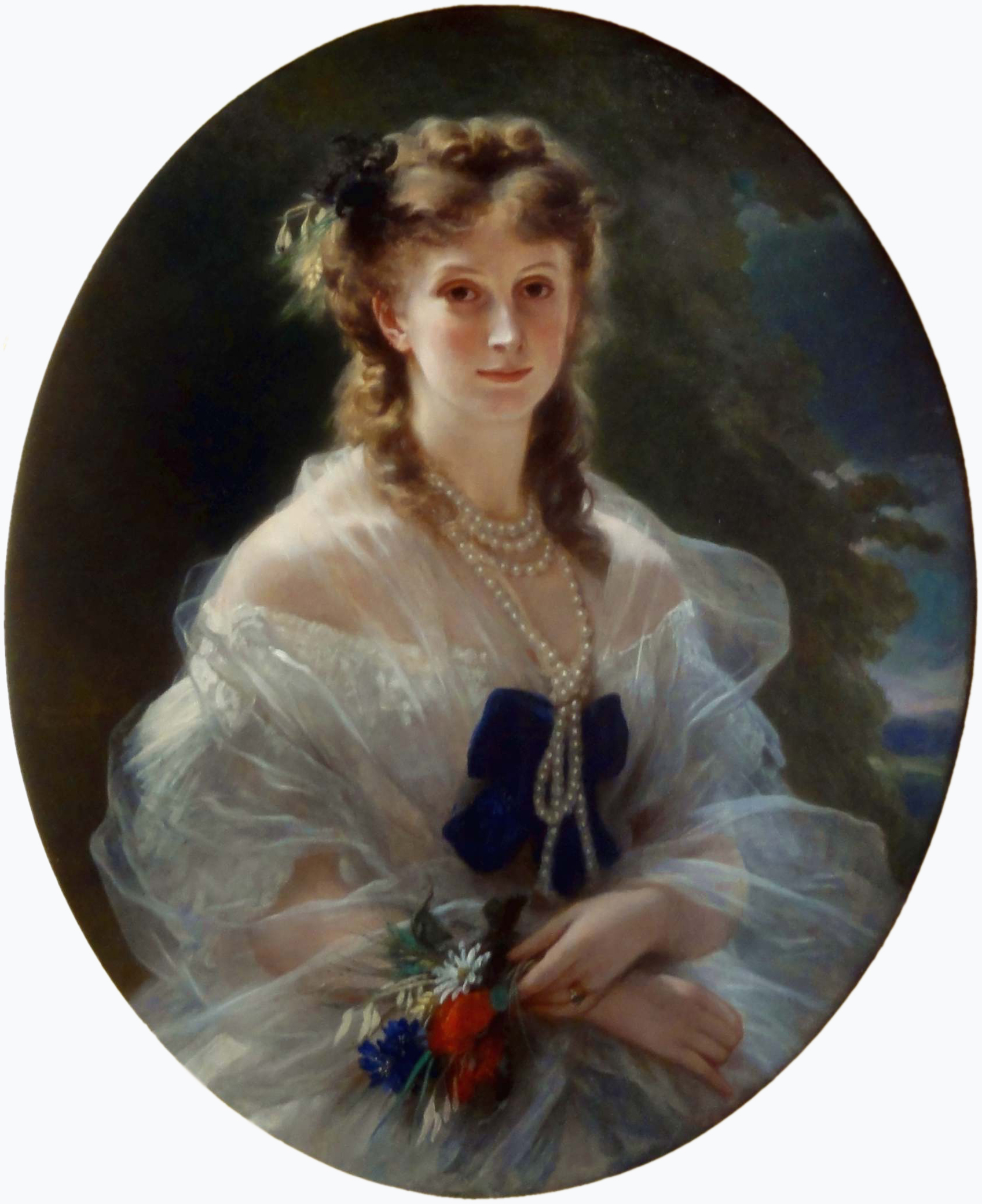
ド・モルニー公爵夫人、F・X・ヴィンターハルター画、1863年、コンピエーニュ城内第二帝政博物館蔵

公女ソフィヤ・セルゲーエヴナ・トルベツカヤ（Княжна Софья Сергеевна Трубецкая, 1838年3月25日［ユリウス暦3月13日］ サンクトペテルブルク - 1898年7月27日 マドリード）は、帝政ロシア出身の貴族女性、政治家夫人。

## 生涯
セルゲイ・ヴァシーリエヴィチ・トルベツコイ公爵（1815年 - 1859年）とその妻エカテリーナ・ペトロヴナ・ムシナ＝プーシキナ（1816年 - 1897年）の間の一人娘。実は皇帝ニコライ1世の非嫡出子だったと言われ、皇帝はエカテリーナと愛人関係を持って妊娠させた後、彼女をトルベツコイに娶わせたとされる。こうした経緯から、両親はソフィヤの誕生後まもなく別居し、トルベツコイはカフカース地方に去った。母はソフィヤを連れてパリに移住し、ソフィヤは1848年よりパリの寄宿学校に入った。マチルド・ボナパルトがソフィヤを気に入ってニコライ1世に自分の養女とさせてほしいと嘆願したが、皇帝はソフィヤ本人に決めさせよと回答した。ソフィヤは結局ニコライ1世の被保護者とされ、サンクトペテルブルクに戻って貴族の娘の通うエカテリーナ女学院で学んだ。1855年同女学院を卒業後、皇帝の取り計らいで皇后アレクサンドラ・フョードロヴナの女官に補任されることが決まったが、皇帝が崩御すると皇后（皇太后）は一転してソフィヤの女官補任を拒否した。
父の妹マリヤ・ヴァシーリエヴナ・ヴォロンツォヴァ公爵夫人（1818年 - 1895年、セミョーン・ミハイロヴィチ・ヴォロンツォフ公爵の妻）及びソフィヤ・ヴァシーリエヴナ・リボピエール伯爵夫人（1823年 - 1893年、エカテリーナ・ミハイロヴナ・リボピエールの義理の娘）が後見人となったが、叔母たちとの関係は良くなかった。1856年、新帝アレクサンドル2世の戴冠式に、フランス代表として出席したナポレオン3世の異父弟シャルル・ド・モルニーが、孤独で不安定な立場にあったソフィヤに結婚を申し込んできた。2人は1857年1月7日にサンクトペテルブルクで結婚し、そのままフランスに帰国してオテル・ド・ラセーで結婚生活を送った。夫は1862年兄皇帝の計らいで公爵に叙された。彼女は1863年までに夫との間に4人の子を産んだ後、諸国を旅するようになった。最初の旅行はモスクワの縁戚コンスタンチン・パヴロヴィチ・ナルイシキン一家訪問だったが、ソフィヤの登場は贅沢に着飾ったパリ美人の登場としてモスクワ貴族社会にセンセーションを巻き起こした。ソフィヤは義兄ナポレオン3世の政権を支持せず、レジティミストの一員としてブルボン正統王朝を支援した。このためテュイルリー宮殿で開かれる舞踏会には顔を出さず、パリのロシア人社会と親しくした。ソフィヤの洗練されたサロンには、多くのロシア貴族とポーランド貴族が顔を出した。だんだんと疎遠になっていた夫モルニーとは、1865年に死別した。
ソフィヤはやがて、ウジェニー皇后のスペインの親類で前マドリード市長のセスト公爵ホセ・オソリオ・イ・シルバと親しくなり、セスト公所有のドーヴィルのヴィラで同棲、1869年3月21日ビトリアでセスト公と結婚した。セスト公爵夫妻はパリとマドリードを行き来する生活を送った。1870年、ソフィヤは初めてスペインにクリスマスツリーを飾る習慣を持ち込んだ。1868年スペイン九月革命に伴いスペインを追われた元女王イサベル2世とは、ソフィヤの血筋や政治指向もあって親しい友人となり、女王からマリア・ルイサ王妃貴婦人勲章を授与された。ソフィヤは夫とともに追放されたスペイン・ブルボン家を支援し、同家のスペイン帰還を実現するために骨を折った。セスト公夫妻の悲願は1874年12月30日、イサベル2世の長男アルフォンソ12世がスペイン王位に就く形で実現した。ソフィヤは夫ともどもスペイン宮廷において重要な地位を占め、宮廷に対する夫妻の影響力は、1885年にアルフォンソ王が崩御しマリア・クリスティーナ王妃（王太后）の摂政政治が始まるまで続いた。
ソフィヤは60歳で亡くなり、遺骸はペール・ラシェーズ墓地の、最初の夫モルニーの墓からそう遠くない区画に葬られた。

## 子女
最初の夫モルニーとの間に2男2女をもうけた。4人の孫がいたがいずれも子孫を残さなかった。
- シャルロット（1858年 - 1883年） - 1877年第9代デ・ラ・コルサーナ伯爵ホセ・ラモン・オソリオ・イ・エレディアと結婚、1子を得る
- オーギュスト（1859年 - 1920年） - ド・モルニー公爵、ベネズエラ大統領アントニオ・グスマン・ブランコ（英語版）の娘カルロータ・グスマン・ブランコ・イ・イバージャと結婚、3子を得る
- セルジュ（1861年 - 1922年）
- マティルド（1863年 - 1944年） - 1881年ジャック・ゴダール・ド・ベルブフ侯爵と結婚（1903年離婚）

## 引用・脚注
1. 1 2 3 4  ЯРКИЙ МИР ТВОРЧЕСТВА: КНЯЖНА СОФЬЯ СЕРГЕЕВНА ТРУБЕЦКАЯ (abgerufen am 12. März 2020).
2. 1 2 3 4  TimOlya: Софья Сергеевна Трубецкая (abgerufen am 12. März 2020).
3. ↑  Olivan, Federico (1949年12月28日), “MUJERES DEL SEGUNDO IMPERIO. SOFIA TROUBETZKOY”, Diario ABC (ドイツ語), p. 19, 2020年3月12日閲覧
4. ↑  “А. В. Стерлигова. Воспоминания”, Институтки: Воспоминания воспитанниц институтов благородных девиц (ドイツ語), Moskau: Новое литературное обозрение, pp. 69–125, 2005年
5. ↑  Biografías y Vidas (2004–2010); Biografía de José Osorio y Silva (abgerufen am 12. März 2020).